# Фачен-Травагола (Белуно)
Фачен-Травагола (итал. Facen-Travagola) је насеље у Италији у округу Белуно, региону Венето.
Према процени из 2011. у насељу је живело 501 становника. Насеље се налази на надморској висини од 416 м.